# Worms
|  | Per a altres significats, vegeu «Worms (desambiguació)». |

Worms és una ciutat de l'estat federat de la Renània-Palatinat, a Alemanya.

## Història
La ciutat fou capital del poble dels Vangíons establert a la riba esquerra del Rin, al sud de Magúncia. Els romans li van dir Borbetomagnus però es creu que abans es deia Vangionas, i era a la via entre Magúncia (Moguntiacum) i Estrasburg. A l'edat mitjana el nom es va corrompre com a Wormàtia del que va derivar Worms.

## Persones il·lustres
- Rupert de Salzburg, fou un bisbe de la ciutat.
- Friedrich Gernshem, pianista i compositor.
- Hermann Staudinger (1881-1965) químic, Premi Nobel de Química de l'any 1953.
- Johann Friedrich Hugo von Dalberg (1760-1813), pianista aficionat, compositor i musicòleg.
- Ernst Eduard Wiltheiss (1855-1900), matemàtic.

## Galeria

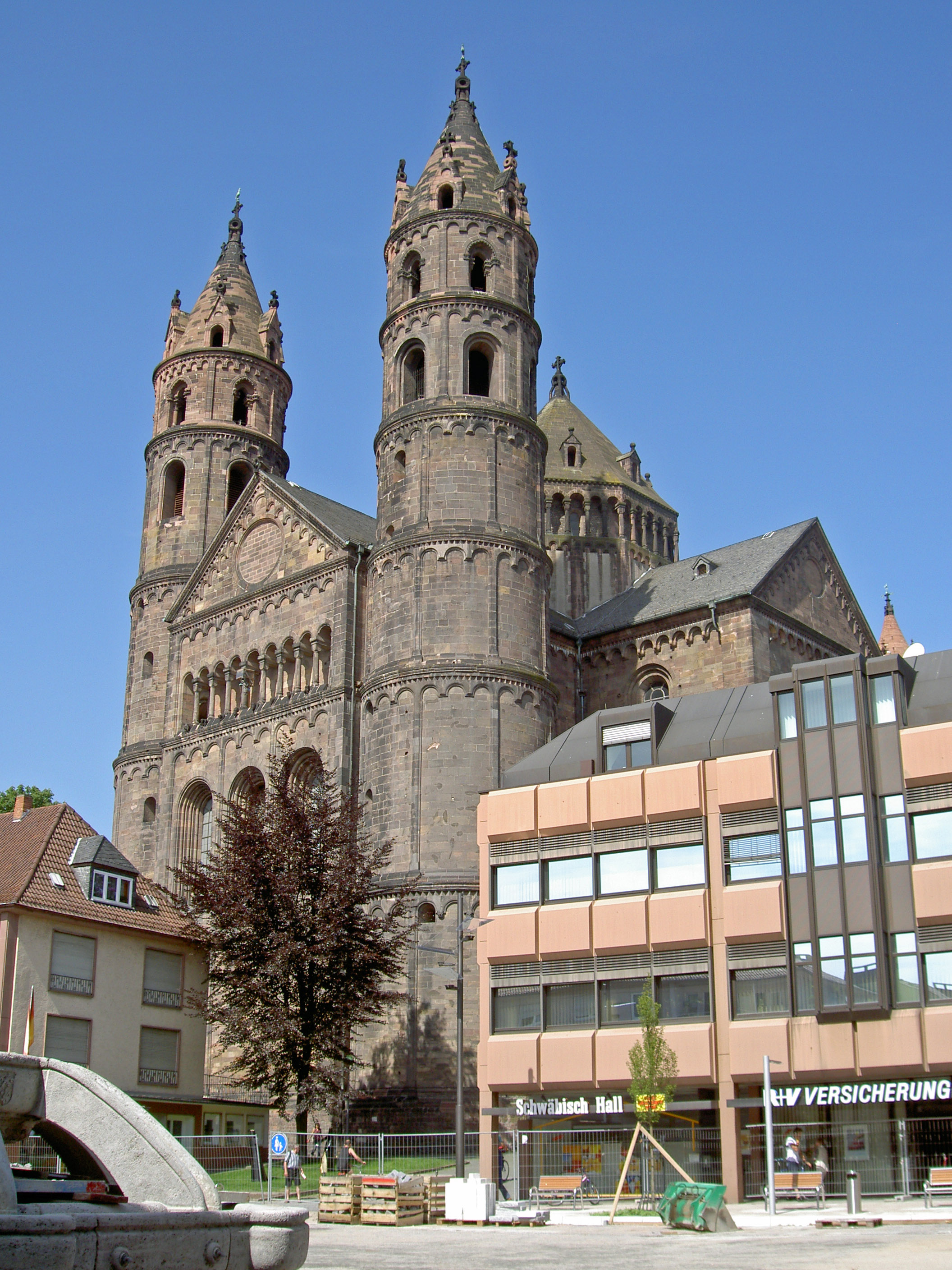
La catedral romànica de Worms, la catedral de Sant Pere
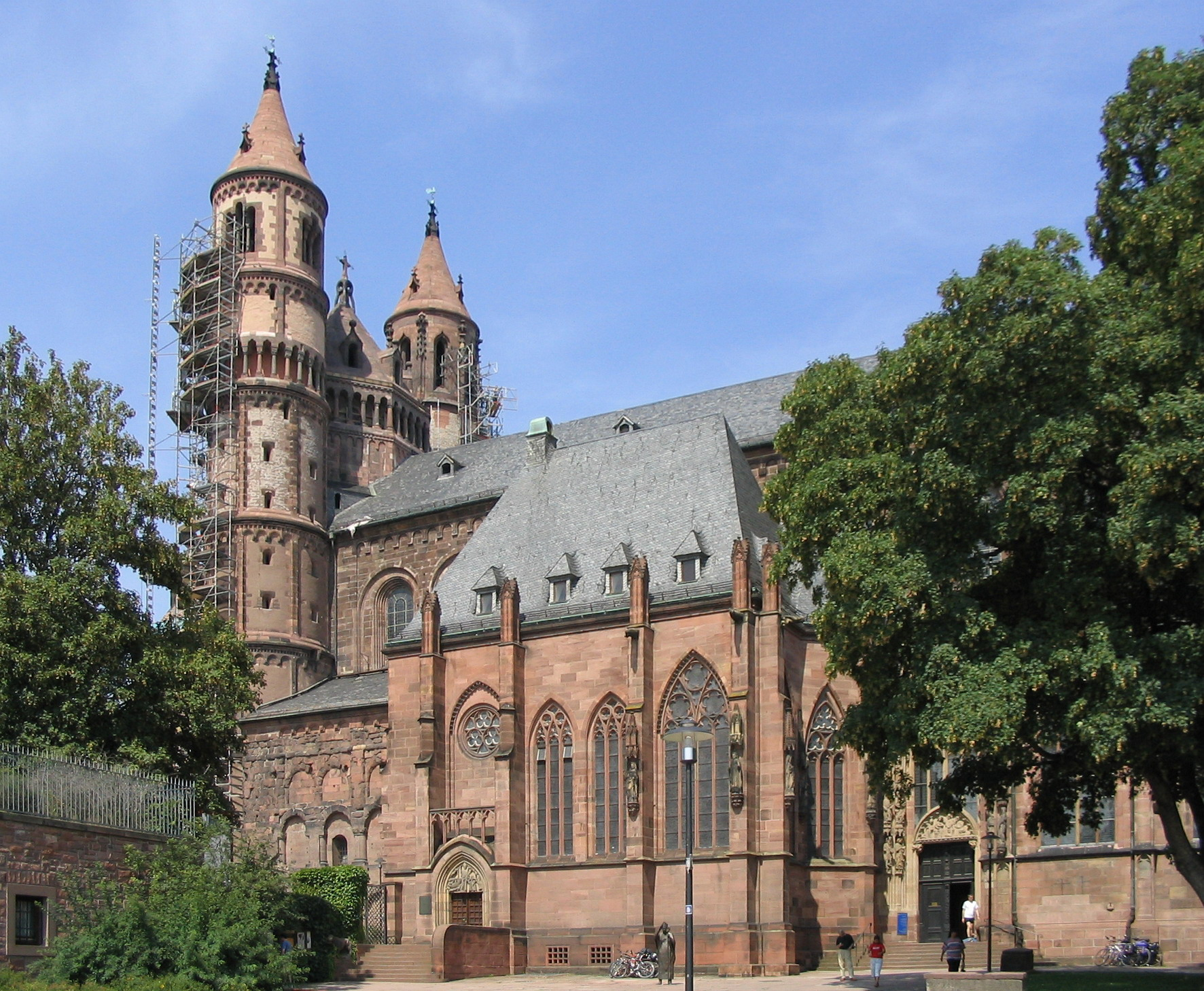
La catedral de Sant Pere de Worms (Dom Sankt Peter zu Worms)
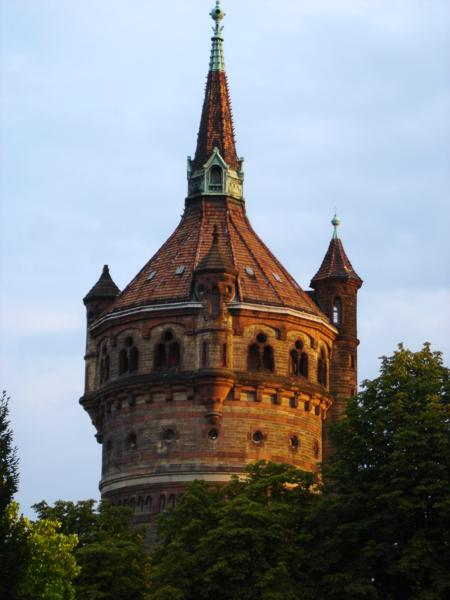
Torre d'aigua modernista, del 1890, en l'estil anomenat «Neoromàntic de Worms».
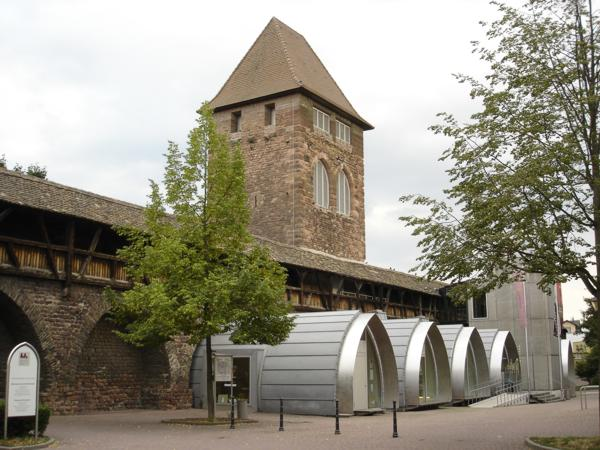
Museu dels Nibelungs (Nibelungenmuseum), dedicat a les epopeies o el Cant dels Nibelungs. Ubicat parcialment a les muralles de la ciutat, amb dues torres del segle xii.
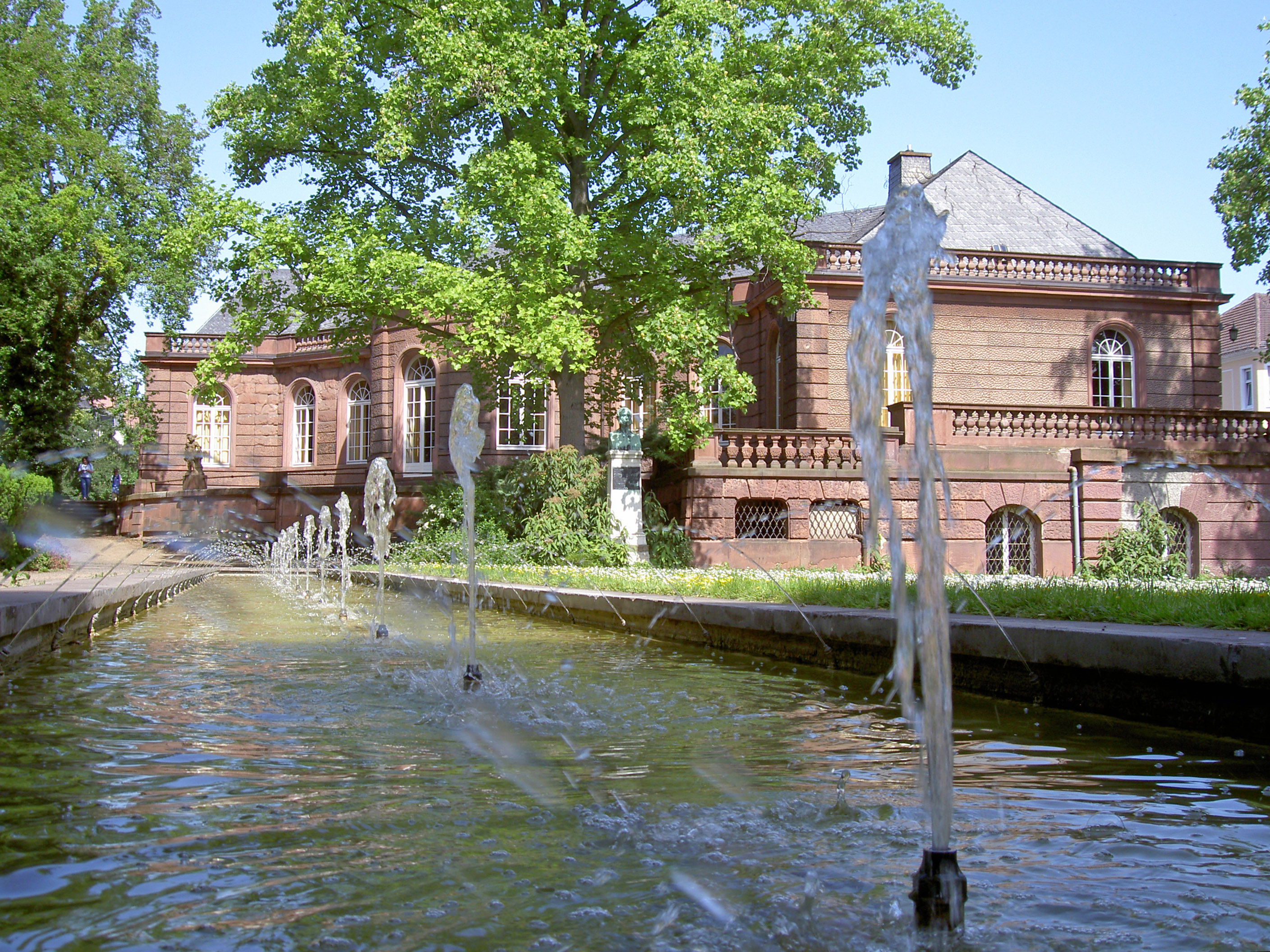
El Museu d'art de la vil·la Heyl (Kunsthaus Heylshof), amb pintures, dibuixos i porcellanes (edifici del segle xix).
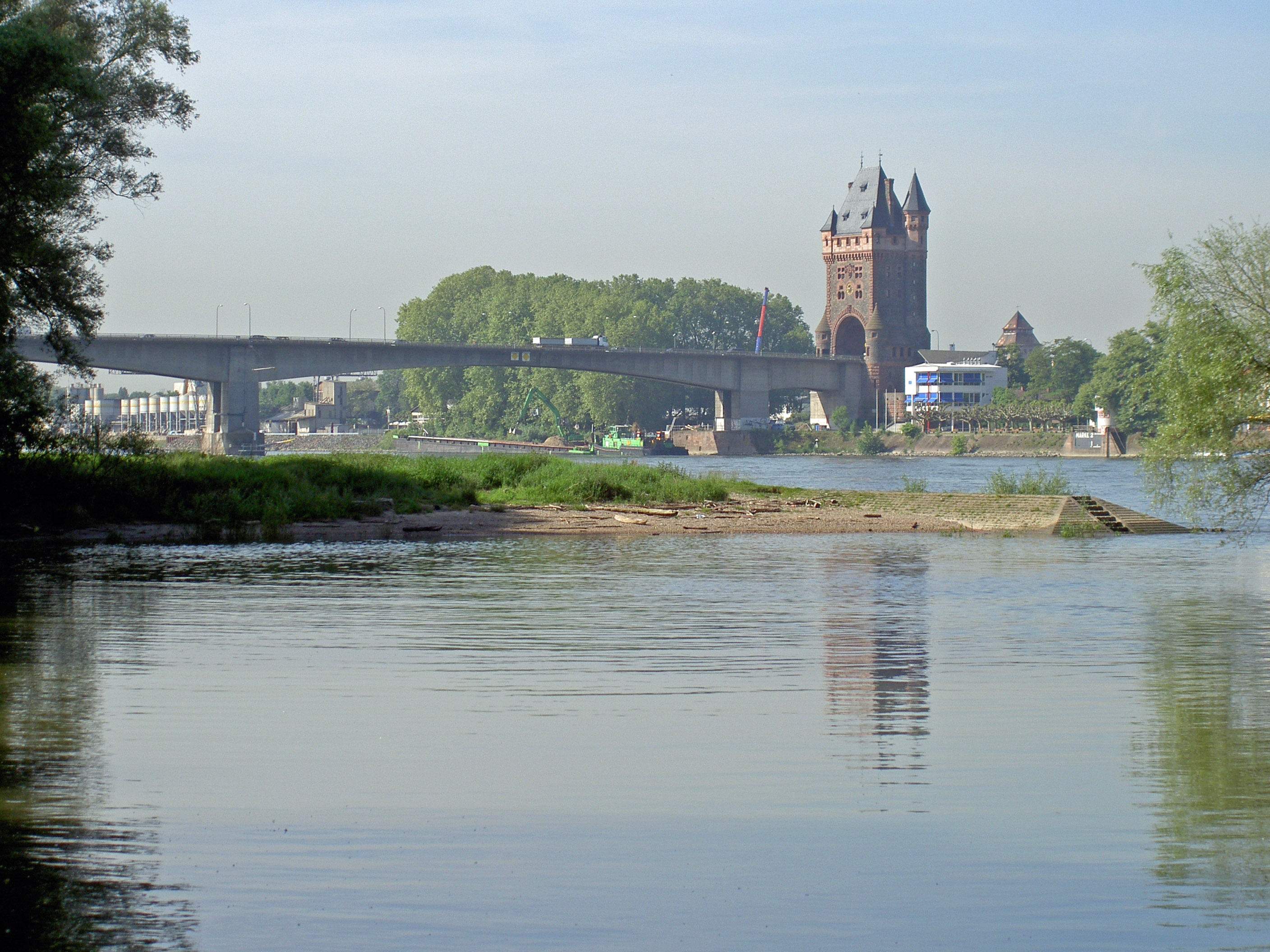
El pont dels Nibelungs (Nibelungenbrücke), amb la seva torre del 1900.
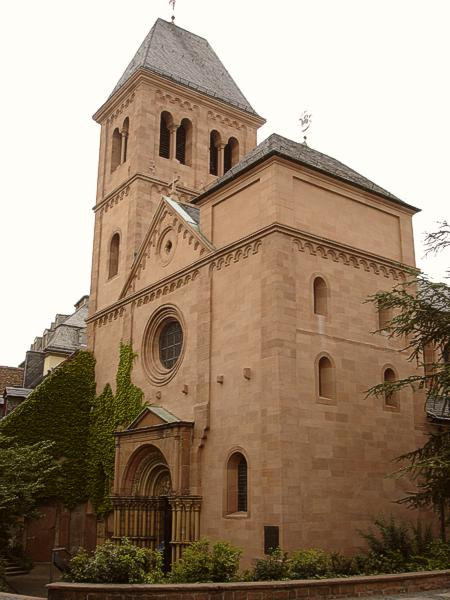
Església romànica de Sant Martí (Martinskirche, o Sankt Martin zu Worms)
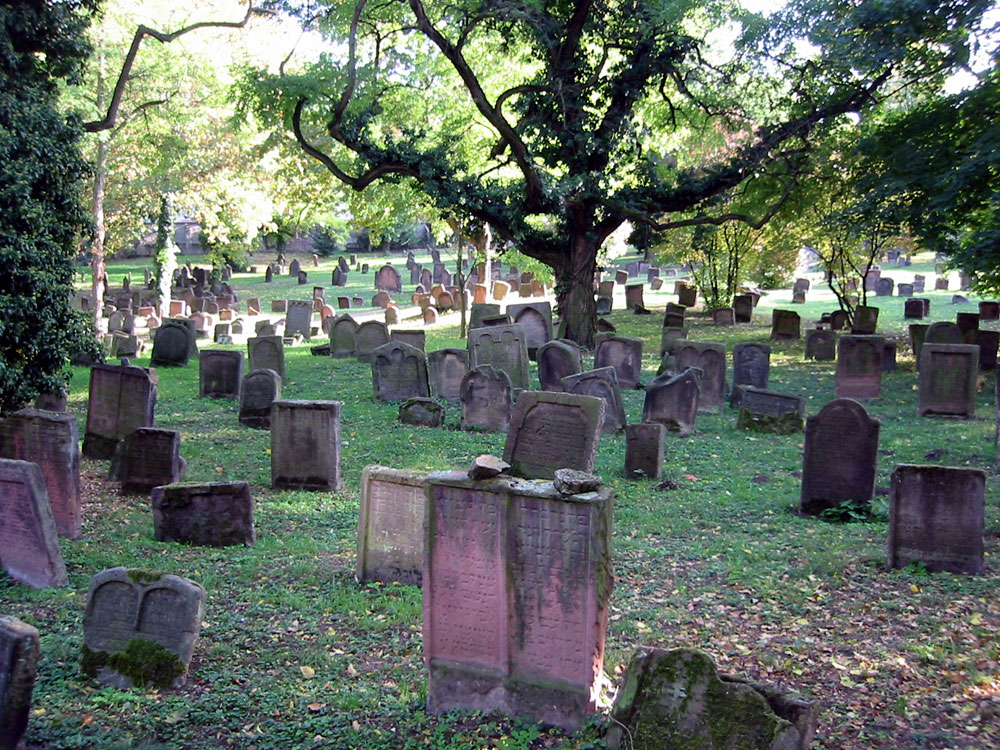
Antic cementiri jueu «Heiliger Sand» (Sorra Sagrada), un dels cementiris jueus més antics d'Europa. La làpida més antiga és del 1058.